# Österreichische Himalaya-Expedition 1969

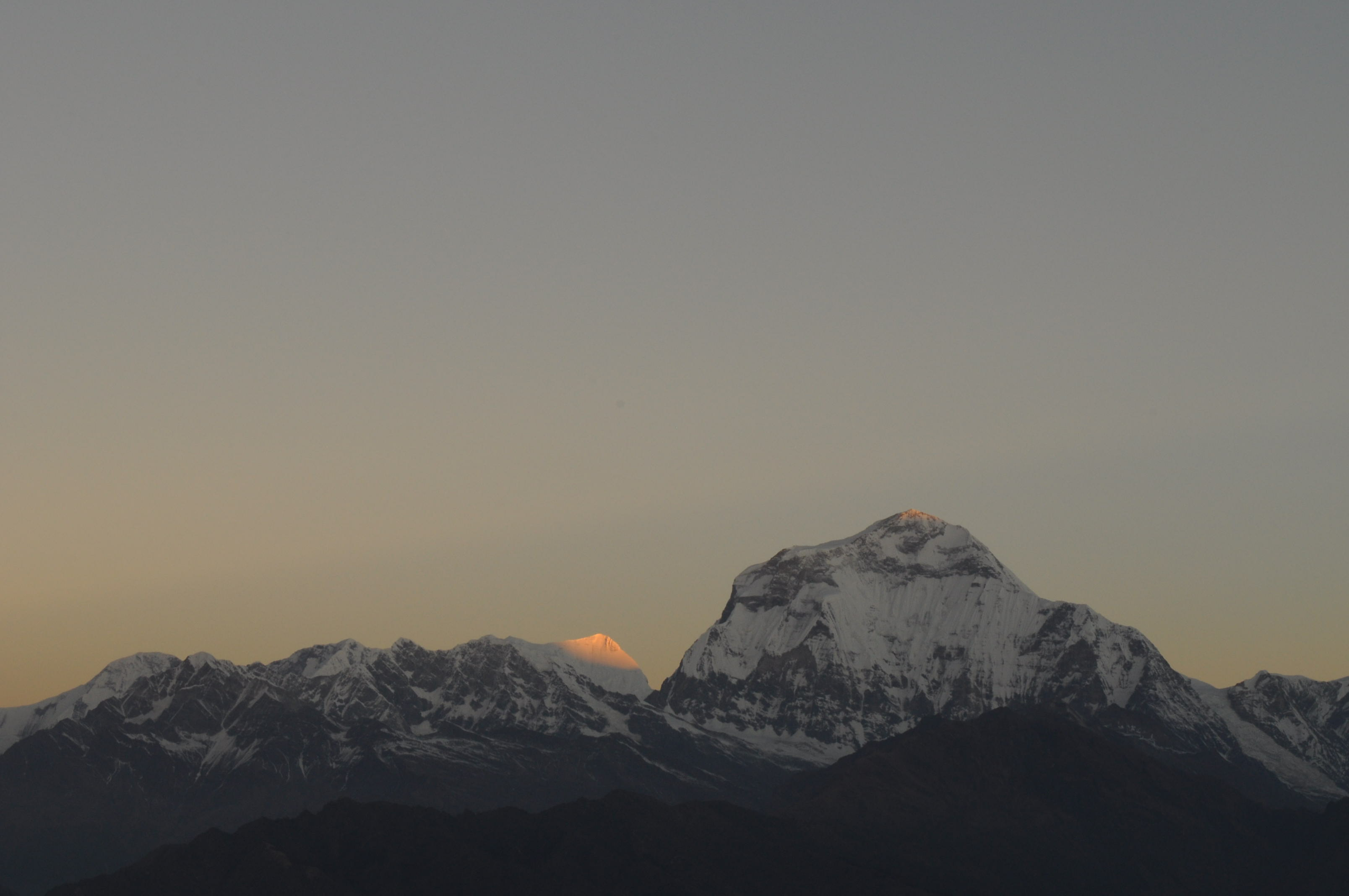
Dhaulagiri Himal von Süden, von links beginnend die Gipfel von Dhaulagiri IV, Jirbang, Dhaulagiri V, Manapati, Dhaulagiri III, Dhaulagiri II und Dhaulagiri I

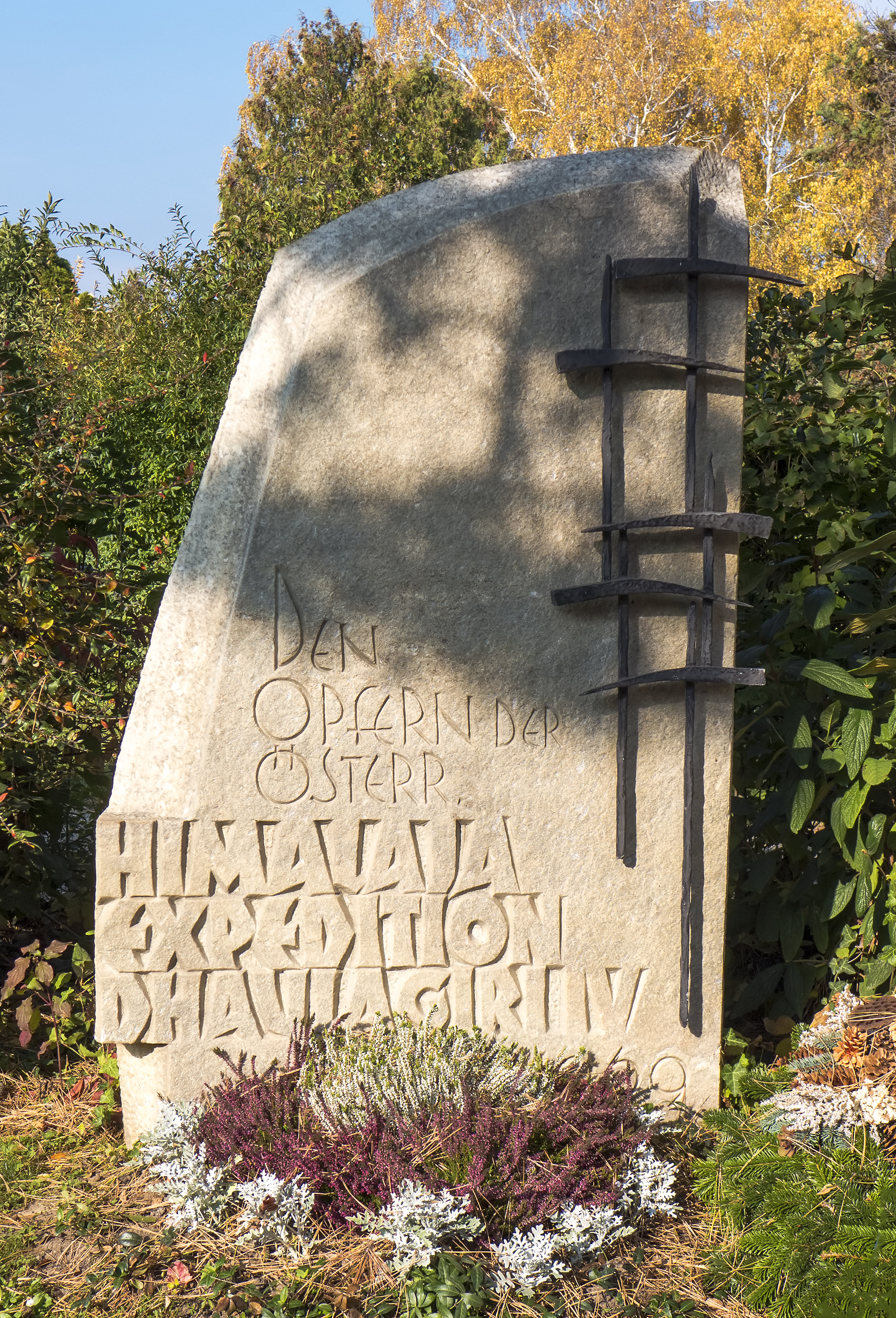
Gedenkstein am Wiener Zentralfriedhof

Die Österreichische Himalaya-Expedition 1969 war eine österreichische Expedition zum Dhaulagiri IV (7661 m) im nepalesischen Dhaulagiri Himal, einem bis zu 8167 m hohen Gebirgsmassiv. Beim Versuch der Erstbesteigung verschwanden fünf Expeditionsteilnehmer und ein Sherpa spurlos.

## Teilnehmer
Leiter der Expedition war Richard Hoyer (* 1943), als sein Stellvertreter fungierte Kurt Ring (* 1933). Die anderen drei Teilnehmer waren Peter Lavička (* 1941), Peter Nemec (* 1943) und Kurt Reha (* 1948). Sie alle waren Mitglieder des Österreichischen Alpenklubs, einem Verein leistungsstarker Bergsteiger.
Zu ihren bisherigen Touren zählten unter anderem die Westliche Zinne-Nordwand, Matterhorn-Nordwand, Piz Badile-Nordostwand, Grand Capucin-Ostwand, der Bonatti-Pfeiler an der Petit Dru und der Walker-Pfeiler an der Grandes Jorasses. Weiters die Brenvaflanke am Mont Blanc, eine der höchsten Eis- und Felsflanken der Alpen sowie der Peutereygrat am Mont Blanc, dem längsten kombinierten Gratanstieg in den Alpen. Weitere Einträge ihrer Tourenbücher umfassten eine Uschba-Überschreitung im Kaukasus, die Besengimauer, den längsten Grat im Kaukasus, und ein Gipfelsieg am Pik Lenin (7134 m).
Als Erstbegehungen verzeichneten sie unter anderem die Direkte Nordostwand des Admonter Reichensteins, die Nordwestverschneidung am Neunerkogel im Toten Gebirge sowie den Grazerweg durch die Direkte Ostwand des Tellersack.

## Expedition
Die Expedition brach im August 1969 von Wien aus auf und wurde unter anderem vom späteren Außenminister Alois Mock verabschiedet. Nach wochenlanger Reise erreichten sie Pokhara, von wo aus sie mit etwa 100 Lastenträgern zum Basislager auf 3450 m marschierten, das sie nach 13 Tagen am 1. Oktober erreichten. Sie befanden sich am Fuße der Südwand und planten den Aufstieg über den Ostgrat und die Südwestflanke.
Am 9. November wurde das fünfte und damit letzte Hochlager auf 6900 m, am Sattel zwischen Dhaulagiri IV und einem namenlosen Nebengipfel im Westen, errichtet. Noch am selben Abend erreichte das Basislager eine letzte Nachricht von Hoyer, dass sich das Gipfelteam in gutem Zustand befände und sie den Aufstieg gegen 3 Uhr morgens am nächsten Tag über einen verschneiten Grat versuchen würden. Danach gab es kein Lebenszeichen mehr von Hoyer, Ring, Lavička, Nemec und Reha sowie dem Sherpa Tensing Nindra. Es gilt als wahrscheinlich, dass sie von einer oder mehreren Lawinen erfasst wurden. Eine intensive Suche mit Flugzeugen blieb ergebnislos. Es ist unklar, ob jemand von ihnen den Gipfel erreichte.
Die offizielle Erstbegehung des Dhaulagiri IV gelang schließlich im Mai 1975 durch eine japanische Expedition unter Tetsuya Nomura über die Westseite, wobei jedoch das Gipfelteam Shiro Kawazu und Etsuro Yasuda beim Abstieg tödlich verunglückte.